# Clavija neglecta
Clavija neglecta är en viveväxtart som beskrevs av B. Ståhl. Clavija neglecta ingår i släktet Clavija och familjen viveväxter. Inga underarter finns listade i Catalogue of Life.